# Heinrich Hofmann
Heinrich Hofmann (Berlín, 13 de gener de 1842 - Gross-Tabartz, Turíngia, 16 de juliol de 1902) fou un compositor alemany.
Acabà els seus estudis musicals en la seva ciutat natal, i es donà conèixer amb la Suite hongroise, la simfonia Fritjhof i altres retalls per a piano i cant. Pel teatre va compondre diverses obres entre elles: El matador; Arminius; Anette de Tharau; Guillem d'Orange; Donya Diana, etc.
Entre les altres composicions, molt nombroses per cert, es compten, Joanna d'Orleans, per 1 veu, cor i orquestra; Raoul le Pieux et Yolanthe de Navarre, per baríton i orquestra; escenes corals amb orquestra; La bella Melusina; La Ventafocs; Prometeu; Edith; Cant de festa, etc.
També se li deu molta música instrumental. Entre els seus alumnes s'hi comptà l'estatunidenc George Templeton Strong.